# Хоптянка
Хоптянка (укр. Хоптянка) — село в Скалатской городской общине Тернопольского района Тернопольской области Украины.
До 2020 года входило в Подволочисский район.
Население по переписи 2001 года составляло 156 человек. Почтовый индекс — 47860. Телефонный код — 3543.